# Pain surprise

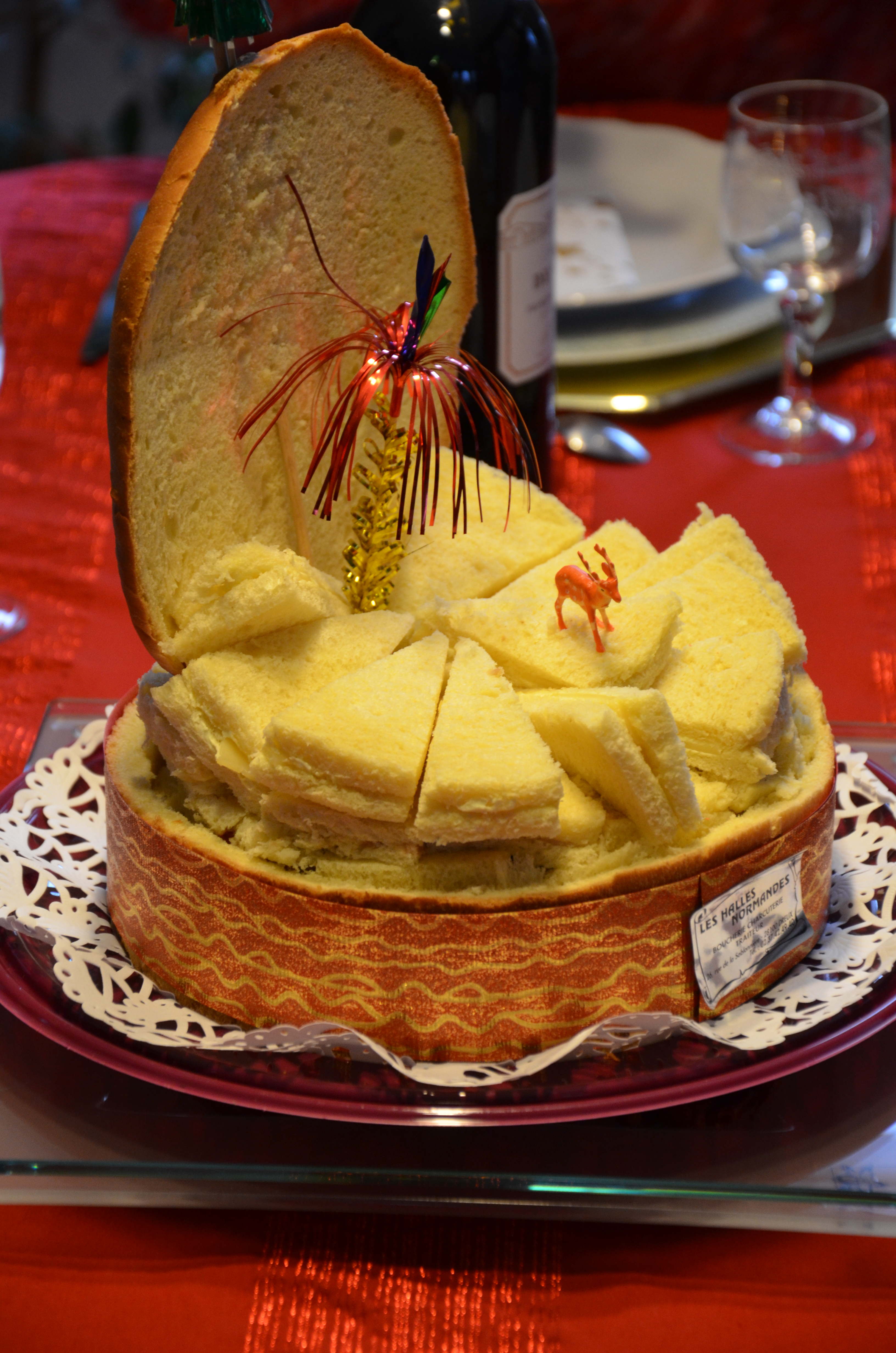
Pain surprise fabriqué par un boulanger de Normandie.

Un pain surprise est un pain évidé de sa mie que l'on remplace par des petits sandwichs garnis. Il fait partie de la composition d'un buffet lors d'une réception ou d'un événement (en Suède) ou bien lors d'un pique-nique.